# Darius Bazley
Darius Denayr Bazley (* 12. Juni 2000 in Cincinnati, Ohio) ist ein US-amerikanischer Basketballspieler.

## Laufbahn
Bazley spielte als Jugendlicher Basketball an der Finneytown High School im US-Bundesstaat Ohio sowie anschließend an der im selben Bundesstaat gelegenen Princeton High School. Er gehörte zu den hoffnungsvollsten Nachwuchsspielern seines Jahrgangs in den USA und nahm im März 2018 am McDonald's All-American Game teil. Seine Zusage, an die Ohio State University zu wechseln, zog Bazley im April 2017 zurück und ließ im Juli 2017 verlauten, sich an der Syracuse University einzuschreiben. Auch diese Entscheidung machte er rückgängig und plante stattdessen, in die NBA G-League und somit ins Profigeschäft zu wechseln. Dieses Vorhaben setzte Bazley aber nicht in die Tat um, sondern trainierte in Eigenregie, um sich gezielt auf das Draftverfahren der NBA im Juni 2019 vorzubereiten. Die Utah Jazz sicherten sich in der ersten Auswahlrunde an 23. Stelle die Rechte an dem Flügelspieler, gaben diese aber über die Memphis Grizzlies, an die Oklahoma City Thunder ab.
Er spielte bis Februar 2023 in Oklahoma City, kam dann im Rahmen eines Tauschhandels zu den Phoenix Suns. Im Sommer 2023 unterzeichnete Bazley einen Vertrag bei den Brooklyn Nets. Im Oktober 2023 wurde er noch vor dem Auftakt des Spieljahres 2023/24 wieder entlassen. Im Februar 2024 erhielt er einen Vertrag bei den Philadelphia 76ers in der NBA, nachdem er zuvor bei den Delaware Blue Coats in der NBA G-League überzeugende Leistungen gebracht hatte. Mitte März 2024 wurde Bazley von den Utah Jazz verpflichtet. Ende Juli 2024 kam es zur Trennung.
Bazley bestritt im Herbst 2024 zehn Ligaspiele für die Guangdong Southern Tigers in der Volksrepublik China, Mitte November 2024 schloss er sich in seinem Heimatland wieder den Delaware Blue Coats in der NBA G-League an.

## Karriere-Statistiken

### NBA

#### Hauptrunde
| Saison  | Team          | GP  | GS  | MPG  | FG % | 3P % | FT % | RPG | APG | SPG | BPG | PPG  |
| ------- | ------------- | --- | --- | ---- | ---- | ---- | ---- | --- | --- | --- | --- | ---- |
| 2019–20 | Oklahoma City | 61  | 9   | 18.5 | .394 | .348 | .694 | 4.0 | 0.7 | 0.4 | 0.7 | 5.6  |
| 2020–21 | Oklahoma City | 55  | 55  | 31.2 | .396 | .290 | .702 | 7.2 | 1.8 | 0.5 | 0.5 | 13.7 |
| 2021–22 | Oklahoma City | 69  | 53  | 27.9 | .422 | .297 | .688 | 6.3 | 1.4 | 0.8 | 1.0 | 10.8 |
| Gesamt  | Gesamt        | 185 | 117 | 25.8 | .406 | .305 | .695 | 5.8 | 1.3 | 0.6 | 0.7 | 10.0 |

#### Play-offs
| Saison  | Team          | GP | GS | MPG  | FG % | 3P % | FT % | RPG | APG | SPG | BPG | PPG |
| ------- | ------------- | -- | -- | ---- | ---- | ---- | ---- | --- | --- | --- | --- | --- |
| 2019–20 | Oklahoma City | 7  | 0  | 18.0 | .419 | .500 | .900 | 6.7 | 0.9 | 0.0 | 0.4 | 6.6 |
| Gesamt  | Gesamt        | 7  | 0  | 18.0 | .419 | .500 | .900 | 6.7 | 0.9 | 0.0 | 0.4 | 6.6 |